# HMS Hussar (1757)
HMS Hussar (1757) — 28-пушечный фрегат 6 ранга Королевского флота. Первый британский корабль, названный Hussar.

## Постройка
Входил в число четырёх фрегатов типа Coventry, построенных из сосны, для сокращения сроков. Заказан 18 апреля 1757 года. Заложен 3 мая 1757 года. Название присвоено 6 июля. Спущен на воду 23 июля 1757 года на королевской верфи в Чатеме. Достроен 17 августа 1757 года там же.

## Служба
Участвовал в Семилетней войне.
1757 — вступил в строй в июле, капитан Джон Эллиот (англ. John Elliot); 24−25 ноября в ночном бою совместно с HMS Dolphin потопил французский Alcyon (50), вооружённый en flûte.
1758 — 8 января у мыса Лизард взял большой корсар Vengeance (32) из Сен-Мало, вскоре взял Heureux (22); весной в составе флота адмирала Хока; летом — адмирала Ансона.
1759 — капитан Роберт Каркетт (англ. Robert Carkett); с эскадрой Боя у Дюнкерка; затем крейсерство.
1760 — 21 марта ушёл на Ямайку; 14 декабря взял корсар Fourmi.
1762 — 3 апреля участвовал в уничтожении четырёх корсаров у мыса Тибурон;
3 апреля Hussar (капитан Каркетт) атаковал четыре судна, стоявших на якоре под фортом в бухте Тибурон (Эспаньола), из которых один, 16-пушечный, сжёг, другой, 14-пушечный, потопил, а два других (16 и 12) увёл и доставил на Ямайку. В этом отчаянном предприятии Hussar потерял одного человека убитым и 12 ранеными, в то время как у французов было 17 убитых и 35 раненых. Однако большинство их бежало в шлюпках на берег.
23 мая выброшен на берег у Кап-Франсуа и захвачен французами.
В 1762 году был во французской службе под названием Le Hussard. Дальнейшая судьба неизвестна.